# هابارادووا
هابارادووا (به لاتین: Habaraduwa) یک منطقهٔ مسکونی در سری‌لانکا است که در ناحیه گاله واقع شده‌است. هابارادووا ۵۳ کیلومتر مربع مساحت و ۶۲٬۳۸۹ نفر جمعیت دارد.